# Orthopsyllus linearis
Orthopsyllus linearis är en kräftdjursart som först beskrevs av Claus 1866.  Orthopsyllus linearis ingår i släktet Orthopsyllus och familjen Orthopsyllidae. Arten har ej påträffats i Sverige. Inga underarter finns listade i Catalogue of Life.